# LZTS3
LZTS3‏ (Leucine zipper tumor suppressor family member 3) هوَ بروتين يُشَفر بواسطة جين LZTS3 في الإنسان.